# Stanislav Konstantinovič Smirnov
Stanislav Konstantinovič Smirnov (rusko Станисла́в Константи́нович Cмирно́в), ruski matematik, * 3. september 1970, Leningrad, Sovjetska zveza (sedaj Sankt Peterburg, Rusija).
Smirnov trenutno deluje na Univerzi v Ženevi. Leta 2001 je skupaj z Edwardom Wittnom prejel Clayjevo raziskovalno nagrado. Leta 2010 je prejel Fieldsovo medaljo. Raziskuje na področju kompleksne analize, dinamičnih sistemov in verjetnostnega računa.
1. ↑  https://web.archive.org/web/20160305012502/https://www.ujf-grenoble.fr/universite/presentation/docteurs-honoris-causa/